# Barbra Streisand's Greatest Hits Volume 2
Barbra Streisand's Greatest Hits Volume 2 è un album di raccolta della cantante e attrice statunitense Barbra Streisand, pubblicato nel 1978 dalla Columbia Records.

## Tracce
Side 1
1. Evergreen
2. Prisoner
3. My Heart Belongs to Me
4. Songbird
5. You Don't Bring Me Flowers (con Neil Diamond)

Side 2
1. The Way We Were
2. Sweet Inspiration/Where You Lead
3. All in Love Is Fair
4. Superman
5. Stoney End